# وودی بلدسو
وودرو ویلسون «وودی» بلدسو (به انگلیسی: Woody Bledsoe)؛ (زاده ۱۲ نوامبر ۱۹۲۱ – درگذشته ۴ اکتبر ۱۹۹۵) ریاضی‌دان ، دانشمند رایانه و معلم برجسته آمریکایی بود. او یکی از بنیانگذاران هوش مصنوعی (AI) است که در تشخیص الگو‌،‌ تشخیص چهره و اثبات قضیه خودکار مشارکت داشته است. او در زندگی حرفه‌ای طولانی خود به کمک قابل توجهی به هوش مصنوعی پرداخته است.
در آغاز در سال ۱۹۶۶، او در بخش ریاضیات و علوم رایانه دانشگاه تگزاس در آستین کار کرد و از سال ۱۹۸۷ دارای کرسی صدمین ساله پیتر اودانل جونیور در علوم محاسباتی بود.
بلدسو به کلیسای عیسی مسیح قدیسان آخرالزمان پیوست و در کلیسا به عنوان اسقف و مشاور ریاست‌جمهور خدمت کرد. او همچنین به عنوان رهبر در پیشاهنگان آمریکا خدمت کرد. بلدسو در ۴ اکتبر ۱۹۹۵ بر اثر اسکلروز جانبی آمیوتروفیک ، که بیشتر به نام ALS یا بیماری لو گریگ شناخته می‌شود، درگذشت.

## تحقیقات
روش ان-چندتایی (۱۹۵۹) یک روش اولیه برای یادگیری یک برنامه تشخیص الگو بود. روش اصلی با مشکل تشخیص ۳۶ کاراکتر الفبایی عددی (0-9، a-z) نشان داده شده است.
شناسنده الگو توسط ماتریس باینری تعریف می‌شود. ابتدا با صفر کردن همه ورودی‌ها آموزش داده می‌شود، سپس با چندین تصویر باینری از هر کاراکتر الفبایی ارائه می‌شود. برای هر تصویر، ورودی‌های مربوطه در ماتریس بر روی یک تنظیم می‌شوند و ورودی‌های دیگر بدون تغییر هستند. این نمونه‌ای از یادگیری ماشینی است.
پس از آموزش شناسنده، می‌توان از آن برای تشخیص تصاویر جدید استفاده کرد. ابتدا بردار ستون متناظر تصویر جدید را محاسبه کنید، سپس حاصلضرب نقطه‌ای را با هر ستون از ماتریس باینری بگیرید. ستونی با بالاترین نقطه محصول به عنوان محتمل‌ترین کاراکتر خروجی محسوپ می‌شود.